# 버나드 지역
버나드 지역(Barnard Regio)은 목성의 위성인 가니메데에 존재하는 커다란 어두운 지역이다. 길이는 약 3,200km에 달한다. 이 지역의 이름은 미국의 천문학자 이름인 에드워드 버나드를 따왔다.